# Saint-Aubin-le-Monial
Saint-Aubin-le-Monial è un comune francese di 296 abitanti situato nel dipartimento dell'Allier della regione dell'Alvernia-Rodano-Alpi.

## Società

### Evoluzione demografica
Abitanti censiti